# Szklin
Szklin (ukr. Шклинь) – wieś na Ukrainie w rejonie łuckim obwodu wołyńskiego.

## Historia
Pod koniec XIX w. wieś w gminie Czaruków, w powiecie łuckim.
Do 2020 w rejonie horochowskim. 